# Lamprogaster amitina
Lamprogaster amitina är en tvåvingeart som beskrevs av Frey 1930. Lamprogaster amitina ingår i släktet Lamprogaster och familjen bredmunsflugor. Inga underarter finns listade i Catalogue of Life.